# ジュゼッペ・コンテ
ジュゼッペ・コンテ（Giuseppe Conte、1964年8月8日 - ）は、イタリアの政治家、大学教授。五つ星運動党首、下院議員。
2018年に同国閣僚評議会議長に就任し、2021年まで在任した。

## 来歴

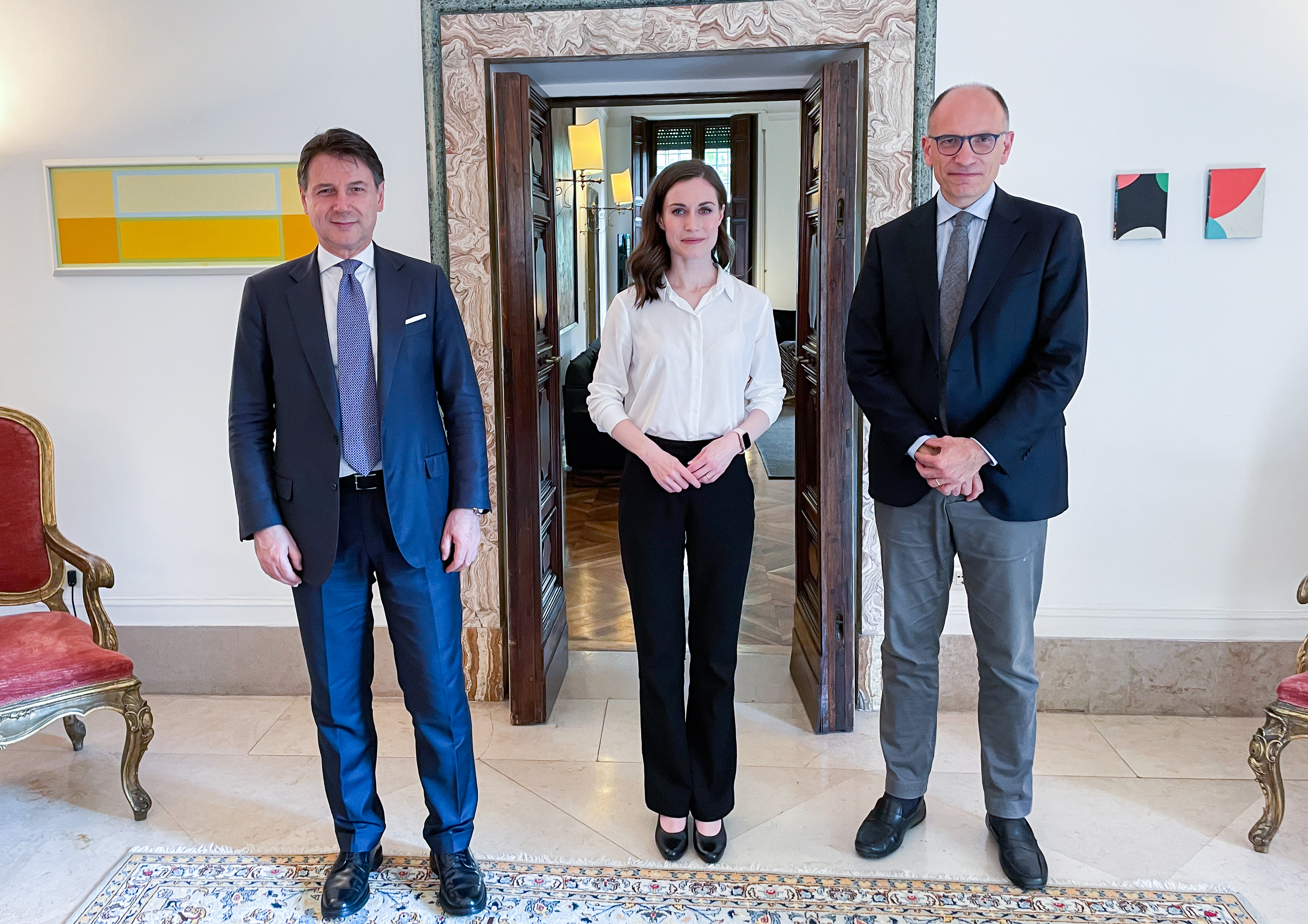
左からコンテ、フィンランドのサンナ・マリン首相、イタリアのエンリコ・レッタ元首相（2022年5月18日）

プッリャ州フォッジャ県ヴォルトゥラーラ・アップラの中流家庭に生まれる。父ニコラは地方公務員、母リッリーナ・ロベルティは小学校教諭だった。
一家で同県サン・ジョヴァンニ・ロトンドに転居してのち、サン・マルコ・イン・ラーミスのピエトロ・ジャンノーネ文科高校に進学。その後、ローマ・ラ・サピエンツァ大学で法学を学び、1988年に優等で卒業した。一時留学を経て1992年に正式に法曹資格を取得。同年にはアメリカ合衆国のイェール・ロー・スクールやデュケイン大学、1993年にはウィーンの国際文化研究所で学んだ。1990年代にはローマ・トレ大学やローマのLUMSA大学、マルタ大学、サルデーニャ州のサッサーリ大学で教え、2000年にはパリのソルボンヌ大学、2001年にケンブリッジ大学ガートン・カレッジ、2008年にはニューヨーク大学で研究や講師の仕事をしていた。2018年時点ではフィレンツェ大学で民法の教授職にあったほか、ローマのジョン・カボット大学の理事を務めていた。

### 首相職
2018年3月4日の総選挙で左派ポピュリズムの五つ星運動が大勝し、5月21日に同党は右派ポピュリズムの同盟と共に閣僚評議会議長としてコンテをセルジョ・マッタレッラ大統領に推薦。同月23日に大統領はコンテを首相に指名し、組閣を指示した。しかし経済相候補に立てた欧州懐疑主義のパオロ・サボナ元産業相をマッタレッラ大統領が拒否したため、27日になってコンテはいったんは組閣断念を表明した。しかしその後、サボナを経済相から欧州担当相にスライドさせるなどの妥協が図られ、再びコンテが首相に指名され、6月1日に政権が発足した。
しかし、左右のポピュリストが同居する連立政権内は意見の相違により多くの政策で折り合わず、2019年8月、マッテオ・サルヴィーニ副首相（同盟の党首でもある）は対立激化を理由に早期の解散総選挙を要求。コンテはこうした要求を拒否したため、サルヴィーニは連立離脱を表明し、内閣不信任決議案を提出した。連立相手の五つ星運動はこうした動きを非難し、連立政権が事実上崩壊。8月20日にコンテは首相を辞任すると表明した。
8月29日、五つ星運動と中道左派の民主党が連立政権の樹立で合意したことを受けてマッタレッラ大統領はコンテを首相に再指名し、9月5日に欧州懐疑主義を後退させた第2次コンテ内閣を組閣した。
2020年の新型コロナウイルス感染症拡大の局面では、欧州連合の資金を活用しての復興政策について連立相手のイタリア・ヴィーヴァ(IV)を率いるマッテオ・レンツィ元首相が政府案に対して投資を重視していないと批判するなど対立が生じるようようになった。2021年1月13日にレンツィは連立政権からの離脱を表明し内閣から閣僚を引き上げ、コンテ内閣は少数与党に転落した。下院に提出されたコンテ内閣の信任決議案は否決されるだろうとの見通しを示すなど強硬な姿勢を示したが、世論の支持は得られずIVの支持率は低迷。18日から19日にかけて上下両院で行われた信任投票の採決でもIV所属議員が棄権や欠席に回ったこともあって信任決議は可決され、コンテは危機を乗り切った。とはいえ少数与党で政権運営が苦しい状況は変わらず、1月26日にコンテは首相を辞任すると表明した。

### 首相退任後
8月7日、党員によるオンライン投票の結果五つ星運動党首に選出された。
2022年の総選挙では複数区のロンバルディア州第1区から立候補し、下院議員に初当選した。五つ星運動は得票率15.4%で第三党となったが、当選議員は下院52名、上院28名に留まった。

## 政策・主張
民法を専門とする法学者であり、イタリアでは「テクノクラート」と呼ばれる政治経験がない首班が政治危機で選ばれることが多いが、与党の五つ星運動と軌を一にしてポピュリスト的な政策を行ったため、テクノ・ポピュリズムの代表的な人物とされた。
欧州連合（EU）の加盟国ではギリシャに次いで公的債務の対GDP比が高いイタリアでポピュリストを自任するコンテは就任当初から緊縮財政に反対する政策を掲げ、これに対して欧州委員会も2018年10月に史上初の加盟国に対する予算案差し戻しで修正を要求して対峙した。また、移民・難民に対する受け入れ規制も大幅に強化した。
2019年3月、中国の一帯一路協力の覚書にG7で初めて調印してアメリカ合衆国やEUの懸念を呼んだ（後にメローニ政権により2023年12月に「一帯一路」から離脱している）。同年4月、年金受給開始年齢を62歳へ引き下げた。各国が財政難を背景に受給開始年齢を引き揚げ傾向にある中で異例の措置であり、同時期に大規模減税とともに目玉公約に掲げていたベーシックインカム制度も導入した。なお、これらの裏付けとなる財源については、制度発足段階では担保されず、同年5月に欧州委員会はイタリアの財政規律違反を認定して「過剰財政赤字是正手続き」（EDP）の開始を勧告したことに対してコンテは安定・成長協定（SGP）を改正すべきと反発していたが、同年7月に財政赤字目標を引き下げたことでEDPの正式開始は見送られた。
再任後は2019年9月の所信表明演説で第1次内閣の方針を修正してEUとの融和路線を打ち出した。新型コロナウイルス感染症の流行の際はミラノやベネチアなどの都市を封鎖し、イタリア全土に外出禁止令を発動した。